# Solfito di litio
Il solfito di litio, o solfito di dilitio, è un composto ionico con la formula Li2SO3.